# U-103号潜艇 (1917年)
陛下之103号潜艇是德意志帝国海军建造的一艘中型潜艇或称U艇。它由不来梅的威悉船厂承建，于1917年6月9日下水，至同年7月15日交付使用。U-103号是在第一次世界大战期间服役的329艘德国潜艇之一，曾参加过大西洋潜艇战。在其五次巡逻中，共击沉8艘协约国或中立国商船，容积总吨为15467吨。1918年5月12日，U-103号在英吉利海峡遭英国运兵船奥林匹克号撞击后沉没，造成艇内9名水兵阵亡。

## 设计
第一次世界大战爆发后，为了满足潜艇破交战的作战需求，德意志帝国海军潜艇监察局（Inspektion des U-Bootwesens）在U-43号（战时动员型）的基础上，研发出了一种技术上更为成熟的中型双壳体远洋潜艇。其排水量适中、性能均衡，非常适合北海和英国周边海域的作战环境。海军为此共计批出34艘订单，战术编号使用U-81至U-114号。实战证明，这一系列的潜艇具有出色的航海能力和稳定的耐用性，它们的许多布置也对后世IX級潛艇和国外一些潜艇的设计产生了影响。
U-103号是该系列第二批次的十一号艇，也是由不来梅威悉船厂承建（U-99至U-104号）的第五艘。从这一批次开始，设计部门对艇体线形进行了优化，步行甲板扶手被取消，侧面舷墙降低高度后与艇体外壳融为一体，有效改善了潜艇的机动性能。但与基尔日耳曼尼亚船厂承建的同一批次产品（U-93至U-98号）相比，其艇体尺寸、排水量、航速和鱼雷装备等方面均显著下降，惟续航里程略为提高。U-103号的水上和水下排水量分别为750吨和952吨。其全长67.60米；舷宽6.32米，当中的耐压壳体宽为4.05米；有3.65米的吃水深度。艇只搭载有可在水上使用的两台猛狮六缸四冲程柴油发动机，总功率为2,400匹公制馬力（1,765千瓦特）；以及可在水下使用的西门子-舒克特双电动发电机，总功率为1,200匹公制馬力（883千瓦特）。这些发动机用以驱动双轴、每根轴各一个的直径1.65米长螺旋桨。它的潜航深度为50米。
U-103号在水上的最高速度达16.5節（30.6每小時），在水下的最高航速则为8.8節（16.3每小時）。它可以8節（15每小時）的速度在水上巡航10,100海里（18,700），或以5節（9.3每小時）的速度在水下巡航45海里（83）。该艇装备了四具直径为500毫米的鱼雷发射管，其中艏、艉各两具，并可合共携带至多12枚鱼雷；作为辅助武器的甲板炮则最初是一门88毫米30倍径速射炮，自1918年起又增加第二门88毫米炮和一门105毫米45倍径速射炮。其标准船员编制为4名军官及32名水兵。

## 历史
U-103号是由德意志帝国海军作为F项战时订单（Kriegsauftrag F）的一部分，于1915年9月15日向不来梅的威悉船厂订购，建造编号为254。艇体自1916年8月8日开建，1917年6月9日下水，至同年7月15日在首任暨唯一一任艇长、海军上尉克劳斯·吕克尔的指挥下正式交付使用。完成海试后，U-103号自1917年8月26日起被编入分驻黑尔戈兰和威廉港的第二潜艇区舰队服役，并一直隶属于该部队直至失事。
第一次世界大战期间，U-103号在北大西洋东部海域完成了五次巡逻；共击沉8艘协约国或中立国商船，容积总吨为15467吨。其中，被U-103号击沉的最大型船舶是容积总吨为4121吨的法国货轮皮埃尔·古戎代表号（Député Pierre Goujon），它于1917年11月12日在法国贝勒岛对开海面中鱼雷沉没，但无人伤亡。而1918年3月18日在安格尔西岛西南部海域遇袭的英国煤船格兰顿号（Grainton）则显著更大（6042总吨），但这艘正从伯肯黑德前往斯威利湖的轮船在此过程中仅仅受损，并能够自行返回港口。

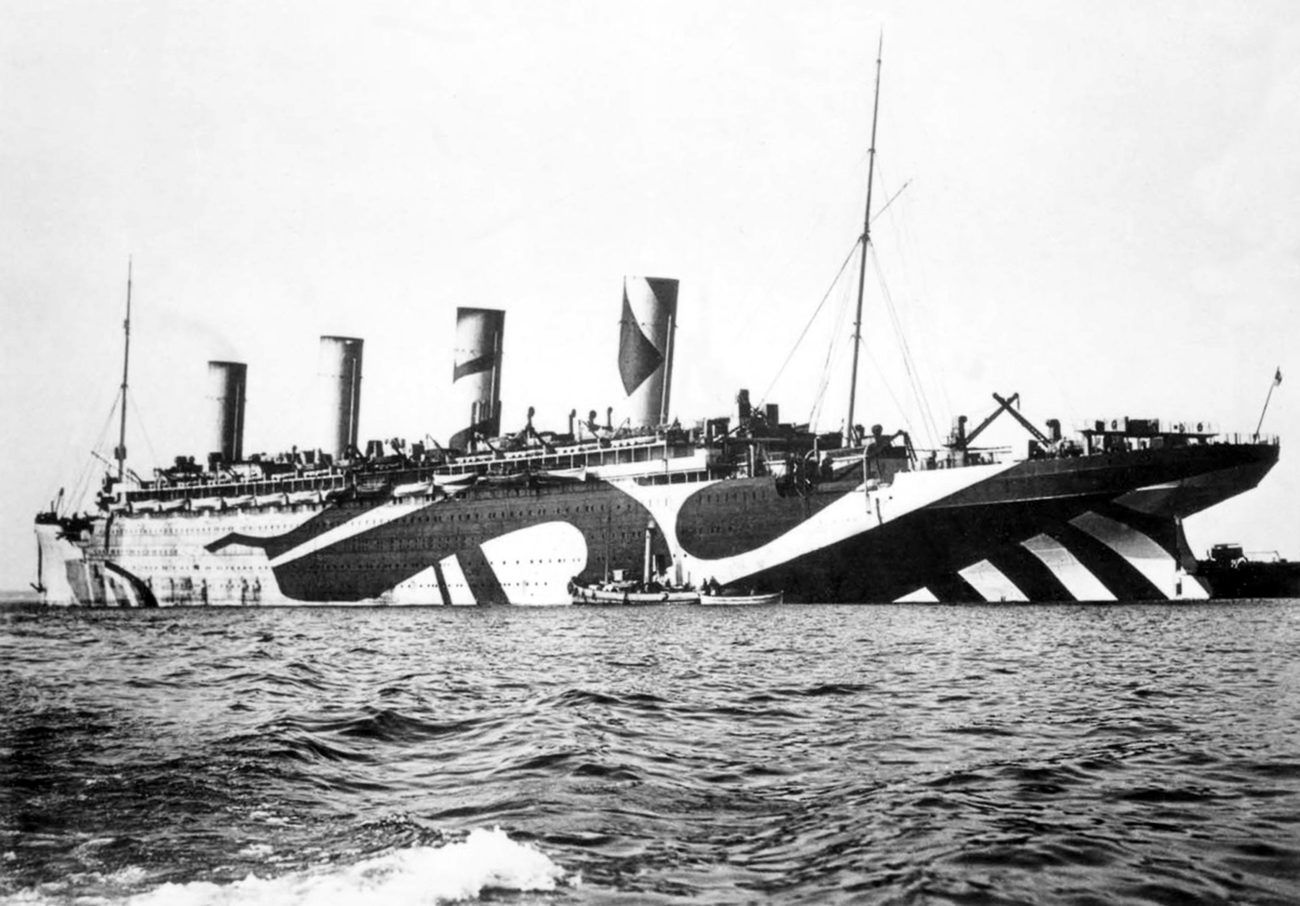
一战期间漆以眩晕迷彩涂装的奥林匹克号

1918年5月，U-103号与U-46号、U-55号、U-70号和U-94号潜艇组成一个战斗群，前往英吉利海峡西部袭击一支护航船队。5月12日夜晚，容积总吨逾45000吨的泰坦尼克号的姊妹船、正运送美军部队前往英国的运兵船奥林匹克号在海峡西部发现了U-103号。在黑暗中，当浮出水面的U-103号船员注意到这艘巨轮，并准备发射鱼雷时，已来不及将艇艉的鱼雷管浸没——奥林匹克号径直向其撞来，炮手们只得通过甲板炮还击。U-103号随即试图紧急下潜至30米（98英尺）深，希望转向至与奥林匹克号平行。但它没有足够的时间调整，因为在凌晨04：00左右，U-103号在大约49°16′N 4°51′W / 49.267°N 4.850°W的方位遭到撞击，奥林匹克号的左螺旋桨划破了潜艇司令塔及其后方的耐压壳体。U-103号的船员只得弃艇，他们在凿沉潜艇之前炸毁了压载舱。共有9名水兵在此过程中丧生。奥林匹克号并未停下来接载幸存者，而是继续前往瑟堡。美国海军驱逐舰戴维斯号其后发现求救信号弹，将包括艇长在内的35名U-103号幸存者送往皇后镇。
U-103号的残骸位于英吉利海峡90米（300英尺）深处，大致在英国至法国的中段。它的位置很深，潜水员基本上无法抵达，但在2012年，一艘遥控潜水器对沉船进行了调查和识别。

## 袭击历史摘要
| 日期           | 船名              | 船籍 | 吨位 （容积总吨） | 结局 |
| -------------- | ----------------- | ---- | ----------------- | ---- |
| 1917年9月12日  | 圣玛格丽特号      | 英国 | 943               | 击沉 |
| 1917年11月12日 | 皮埃尔·古戎代表号 | 法國 | 4121              | 击沉 |
| 1917年11月16日 | 加龙角号          | 英国 | 1933              | 击沉 |
| 1918年1月26日  | 科克号            | 英国 | 1232              | 击沉 |
| 1918年1月29日  | 格伦弗鲁因号      | 英国 | 3097              | 击沉 |
| 1918年3月17日  | 克里希达号        | 英国 | 150               | 击沉 |
| 1918年3月17日  | 海鸥号            | 英国 | 976               | 击沉 |
| 1918年3月18日  | 格兰顿号          | 英国 | 6042              | 击伤 |
| 1918年3月20日  | 卡桑加号          | 英国 | 3015              | 击沉 |

## 脚注
1. 1 2  Helgason, Guðmundur. . German and Austrian U-boats of World War I - Kaiserliche Marine - Uboat.net.   [2021-12-09].
2. ↑  Gröner 1991，第12-14頁.
3. 1 2  Helgason, Guðmundur. . German and Austrian U-boats of World War I - Kaiserliche Marine - Uboat.net.   [2015-01-26].
4. 1 2  陈进，第71頁.
5. ↑  Herzog，第50頁.
6. ↑  Helgason, Guðmundur. . German and Austrian U-boats of World War I - Kaiserliche Marine - Uboat.net.   [2021-11-29].
7. ↑  Herzog，第48頁.
8. 1 2  Gröner 1991，第12–14頁.
9. ↑  Herzog，第136頁.
10. ↑  Herzog，第123頁.
11. ↑  Herzog，第69頁.
12. ↑  Helgason, Guðmundur. . German and Austrian U-boats of World War I - Kaiserliche Marine - Uboat.net.   [2021-12-09].
13. ↑  Helgason, Guðmundur. . German and Austrian U-boats of World War I - Kaiserliche Marine - Uboat.net.   [2021-12-09].
14. ↑  Kemp，第49頁.
15. ↑  McCartney，第36頁.
16. ↑  . Maritime Archaeology Trust.   [2021-05-25]. （原始内容存档于2021-05-25）.
17. ↑  Helgason, Guðmundur. . German and Austrian U-boats of World War I - Kaiserliche Marine - Uboat.net.   [2015-01-26].